# Christoph Mikuschek
Christoph Mikuschek (* 8. August 1988 in Frankfurt am Main) ist ein deutscher Geschäftsführer und Politiker (CDU). Seit 2024 ist er Abgeordneter des Hessischen Landtags.

## Leben und Beruf
Mikuschek wuchs in Dietzenbach auf, wo er heute noch mit seiner Familie wohnt. Dort besuchte er die Rudolf-Steiner-Schule, die er 2008 mit dem Abitur abschloss. Danach war er als Sportsoldat im Luftwaffenausbildungsregiment in Germersheim tätig. Im Rahmen dessen besuchte er die Sportschule der Bundeswehr in Warendorf und vertrat Deutschland bei internationalen Wettkämpfen.
Nach seiner Zeit bei der Bundeswehr studierte Mikuschek von September 2009 bis Oktober 2016 Rechtswissenschaften an der Johannes-Gutenberg-Universität Mainz und an der Johann Wolfgang Goethe-Universität Frankfurt am Main. Nach Stationen in der Wirtschaftsprüfung ist Mikuschek seit 2016 Geschäftsführer der RMT RehaMed Technology GmbH mit Sitz in Dietzenbach und seit 2020 zudem Prokurist der DHG Deutsche Hilfsmittelgesellschaft mbH mit Sitz in Augsburg.

## Politik
Mikuschek ist seit 2013 Mitglied der CDU, zuvor war er bereits in der Jungen Union aktiv. Von 2011 bis 2024 hatte er verschiedene Funktionen in der JU in Dietzenbach sowie im Landkreis Offenbach inne. Seit 2013 gehört er dem Vorstand der CDU Dietzenbach an, seit November 2019 ist er deren Vorsitzender. Seit März 2024 ist er Schatzmeister des CDU-Kreisverbandes Offenbach-Land. 2016 wurde er erstmals in die Stadtverordnetenversammlung von Dietzenbach gewählt.
Bei der Landtagswahl 2023 kandidierte Mikuschek als Direktkandidat im Wahlkreis Offenbach Land II, zu dem die Gemeinden Dietzenbach, Heusenstamm, Mühlheim am Main und Obertshausen gehören. Er gewann das Direktmandat mit 37,4 Prozent der Erststimmen und zog so in den Landtag ein. Dort gehört er dem Wirtschafts-, Haushalts- und dem Europaausschuss sowie dem Unterausschuss für Justizvollzug an. Daneben ist er Sprecher der CDU-Fraktion für Entbürokratisierung.

## Sonstiges
In seiner Jugend war Mikuschek auch sportlich aktiv, insbesondere im Orientierungslauf, in dem er mehrfacher Hessischer Meister, Deutscher Meister und Vizemeister wurde sowie an Europa- und Weltmeisterschaften teilnahm.